# Galbi
Il galbi (갈비?) è un tipo di gui (piatto grigliato) tipico della cucina coreana. Galbi significa "costolette", e il piatto è solitamente preparato con costine di manzo: quando si usano le costolette di maiale, viene di conseguenza rinominato in dwaeji galbi (돼지갈비?).

## Preparazione

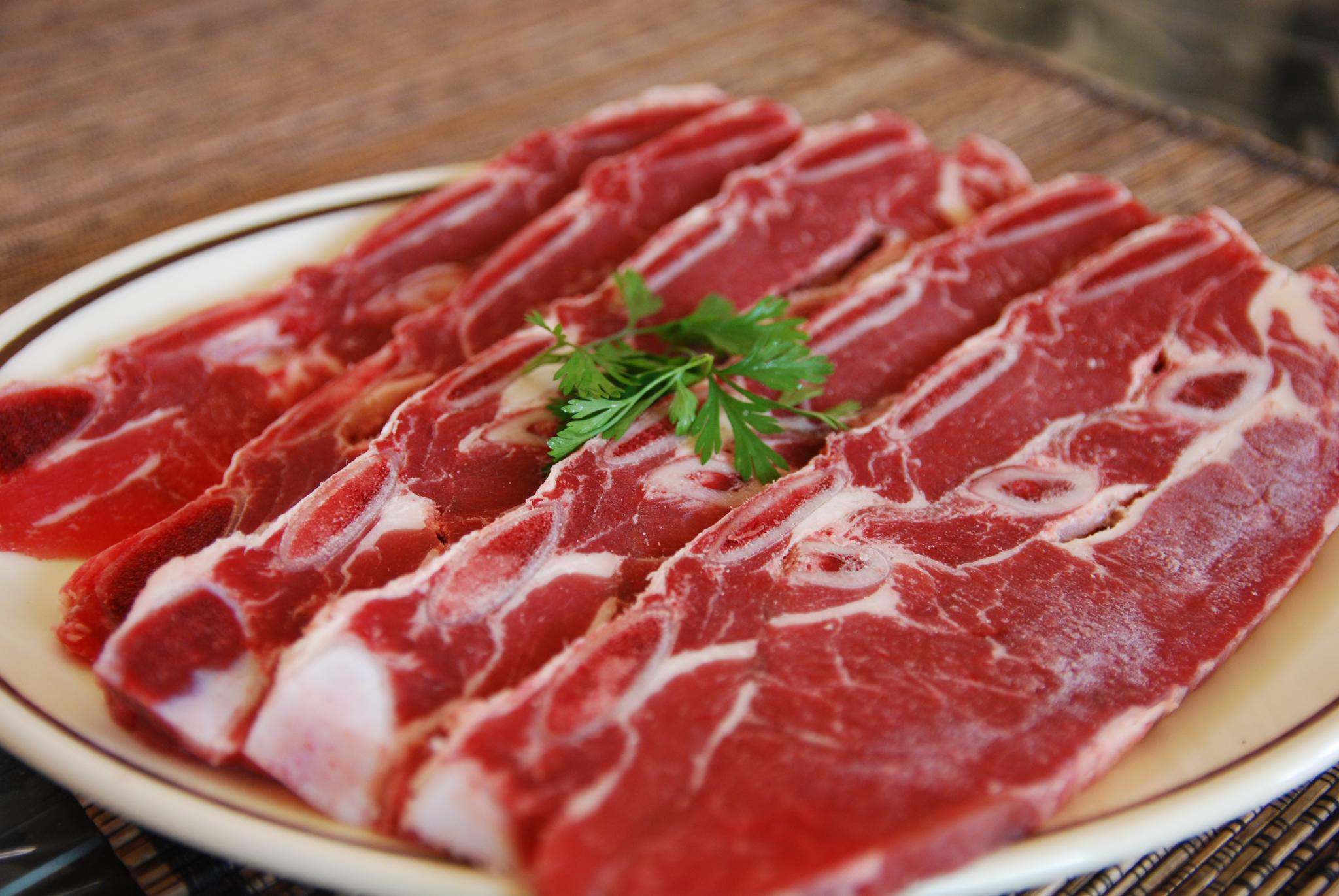
LA galbi.

Per tradizione, la carne da galbi viene tagliata per esporre l'osso intero lungo il bordo corto, ma un taglio alternativo, noto come "LA galbi", mostra i monconi delle ossa troncate sul lato lungo: questo metodo è stato sviluppato dagli immigrati coreani a Los Angeles perché i macellai americani preferivano tagliare più sottilmente la costata.
I tagli di manzo preferiti per il galbi sono quelli morbidi, come mucca o giovenca. Se grigliato correttamente, il piatto ha un colore marrone scuro-rossastro lucido e un gusto affumicato e dolce, con la carne che si stacca facilmente dalle ossa. La marinata tipica consiste di salsa di soia, zucchero, aglio tritato, scalogno tritato, succo di zenzero, pepe nero macinato, semi di sesamo tostati e macinati, e olio di semi di sesamo. La carne viene incisa in superficie prima della marinatura, e spennellata con succo di pera giapponese prima della grigliatura. Il galbi con o senza marinatura è spesso protagonista del barbecue coreano.
La marinata del galbi di maiale può invece avere o una base di salsa di soia (diventando quindi simile alla marinata per il galbi di manzo), oppure di gochujang, che la rende piccante. Siccome le costolette di maiale sono più piccole, il galbi di maiale marinato contiene solitamente anche la carne della spalla: questa viene tagliata in fette più spesse di circa 2,5 centimetri di larghezza.

## Cottura e consumo
Il galbi viene servito crudo e cotto su griglie da tavolo, di solito direttamente dai commensali. La carne cuoce per breve tempo a calore medio-alto su una graticola leggermente unta alimentata dal carbone ardente. La marinata avanzata viene spennellata durante la grigliatura per realizzare una finitura glassata.
Una volta cotta, la carne viene tagliata in strisce sopra alla griglia con delle forbici da cucina, poi avvolta in foglie di lattuga, perilla e simili a formare dei ssam, involtini che includono solitamente un pezzetto di carne grigliata, salsa ssamjang e aglio crudo o grigliato.